# Hans-Joachim Wegener
Hans-Joachim Wegener (* 18. Mai 1911 in Vessin; † 31. August 1993 in Cuxhaven) war ein deutscher Lehrer und Politiker (CDU).
Wegener besuchte das Realgymnasium in Köslin in Pommern und machte 1929 das Abitur. Er studierte danach Germanistik, Geographie und Volkskunde an den Universitäten Hamburg, Heidelberg und Königsberg, wo er 1936 das Staatsexamen machte. Es folgte ein Referendariat an mehreren pommerschen Gymnasien und 1938 die Assessorprüfung in Berlin.
Ab 1940 war er Soldat. Er geriet in englische Kriegsgefangenschaft, aus der er im Herbst 1945 als Oberleutnant entlassen wurde.
Er wurde danach Lehrer an niedersächsischen Gymnasien in Cuxhaven und Otterndorf, zuletzt als Studiendirektor. Ab 1960 war er Mitglied des Rates der Stadt Cuxhaven. Von 1968 bis 1972 war er auch Oberbürgermeister der Stadt, danach noch Erster Bürgermeister. Von 1970 bis 1978 gehörte er der siebten und achten Wahlperiode des Niedersächsischen Landtages an.